# La Famille de la Vierge
La Famille de la Vierge – ou La Sainte Parenté – est un tableau réalisé par le peintre italien Le Pérugin en 1500-1502. De format vertical, cette tempera sur bois est une Sainte Parenté centrée sur une sainte Anne trinitaire. Elle représente en effet Anne, Marie et l'Enfant Jésus sur un trône au milieu de leur famille (à partir de la gauche, Joseph, le petit Joseph d'Arimathie, Maria de Cléphas avec dans ses bras Jacques le Mineur, Simone et Judas Taddeo, Marie Salomé, femme de Zébédée, portant le petit saint Jean, et le jeune Jacques le Majeur). 
Le tableau est signé juste sous les pieds de la Vierge PETRUS DE CHASTRO PLEBIS PINXIT.
Initialement dans la chapelle privée d'Angelo di Tommaso di Conti de l'église Santa Maria degli Angeli  de Pérouse, l'œuvre est saisie par les armées françaises en 1797. Elle est conservée depuis 1802 au musée des Beaux-Arts de Marseille, à Marseille, dans les Bouches-du-Rhône.